# روب جيمس
روب جيمس هو موسيقي كندي، ولد في 30 أكتوبر 1977.

## وصلات خارجية
- روب جيمس على موقع IMDb (الإنجليزية)
- روب جيمس على موقع ميوزك برينز (الإنجليزية)